# Internet Archive
Internet Archive je nepridobitna organizacija s sedežem v San Franciscu, ki vzdržuje istoimensko digitalno knjižnico z arhivom spletnih strani, dokumentov, večpredstavnostnih vsebin in digitaliziranih knjig. Najbolj znana storitev je Wayback Machine, vmesnik za brskanje po zgodovinskih različicah spletnih strani od zgodnjih let svetovnega spleta dalje.
Organizacijo je leta 1996 ustanovil Brewster Kahle, takratni direktor podjetja Alexa Internet, ki se ukvarja z analitiko in katalogiziranjem svetovnega spleta v komercialne namene. Organizaciji si delita infrastrukturo: Alexini pajki indeksirajo in pretočijo dostopne spletne strani ter zberejo osnovne podatke za obdelavo, po pol leta pa vsebino shrani Internet Archive na svojih strežnikih. Tako nastaja trajen zapis razvijajočega se spleta, ki je prek Wayback Machine dostopen javnosti – uporabnik lahko z njim pregleduje zgodovinske različice določene spletne strani, ki so bile shranjene v različnih časovnih obdobjih skozi leta. S tem poskuša omiliti eno pomembnejših pomanjkljivosti svetovnega spleta: njegovo nestanovitnost. Večina obiskovalcev išče izbrisane spletne strani.
Med ostalimi pomembnejšimi zbirkami so:
- tematski sklopi spletnih strani
- digitalizirana besedila
  - knjige (med drugim zbirka Projekta Gutenberg)
  - arhivi dokumentov, povezanih z vzpostavitvijo Arpaneta, predhodnika interneta
- multimedija
  - filmski arhiv s kratkimi videoposnetki iz arhivov Prelinger
  - televizijska poročila
  - politični oglasi

Zbirka je leta 2009 obsegala približno en petabajt (250 bajtov) podatkov, njen promet pa je znašal 2,3 gigabajta na sekundo. Delne kopije hranita Bibliotheca Alexandrina v Egiptu in Internet Memory Foundation na Nizozemskem.
Internet Archive ni knjižnica v polnem pomenu besede, saj ne katalogizira svojih zbirk in strategija zbiranja je omejena na načelo »vse, kar je tehnično možno«. Zaradi tehničnih in pravnih omejitev denimo ne shranjuje spletnih strani, ki zahtevajo posebna pooblastila ali plačilo za dostop, in t. i. »osirotelih« strani, do katerih ne vodi nobena hiperpovezava od drugod. Deležen je tudi kritik zaradi kršenja avtorskih pravic; organizacija se odziva tako, da odstranjuje sporno vsebino iz svojih zbirk, če dobi zahtevek lastnika.